# Leptoclinides complexus
Leptoclinides complexus är en sjöpungsart som beskrevs av Kott 2002. Leptoclinides complexus ingår i släktet Leptoclinides och familjen Didemnidae. Inga underarter finns listade i Catalogue of Life.